# .tp
.tp는 동티모르의 예전 국가 도메인이다. 동티모르가 아직 인도네시아의 지배를 받고 있을 때 아일랜드의 더블린에서 '커넥트 아일랜드'에 의해 사용되었다. 동티모르의 웹 사이트들이 해커들에 의해 공격받아 도메인을 .tl로 옮겼다. 한편 동티모르의 독립운동가 조제 하무스 오르타도 해커들을 이용해 인도네시아의 사이트들을 공격했다.